# Albertosaurus
Albertosaurus („Ještěr z Alberty“) byl rod velkého dravého dinosaura (teropoda), který žil na území Severní Ameriky v období pozdní křídy (asi před 71 až 68 miliony let).

## Popis
Albertosaurus byl blízce příbuzný vývojově pokročilým tyranosauridům jako byl Daspletosaurus, Gorgosaurus nebo populární Tyrannosaurus. Ve srovnání s posledně jmenovaným rodem byl však podstatně menší a lehčeji stavěný. Byl poměrně pohyblivý a rychlý, a tak při délce 8 až 9 metrů vážil asi 1,7 až 2,5 tuny. Lebka byla dlouhá maximálně rovný 1 metr. Albertosaurus byl objeven kanadským geologem J. B. Tyrrellem v roce 1884, vědecky popsán byl ale až o 21 let později.

## Paleobiologie
Albertosaurus byl podle proporcí končetin pravděpodobně rychlým běžcem (jeho rychlost v běhu se odhaduje na víc než 40 km/h). Bylo také zjištěno, že žil možná ve smečkách až o několika desítkách jedinců. To potvrzuje objev hromadného lůžka kostí zhruba třiceti jedinců albertosaura v kanadské Albertě o stáří 70,1 milionu let. Je pravděpodobné, že také lovil ve smečce, což zřejmě značně zvyšovalo pravděpodobnost úspěchu při lovu. Jeho zuby byly uzpůsobeny k řezání masa. Snadno se zlomily, ale měl velmi silné čelisti. Doložen je také kanibalismus u těchto tyranosauridních teropodů.
První fosilie tohoto teropoda byly objeveny v Kanadě u řeky Red Deer v sedimentech geologického souvrství Horseshoe Canyon již roku 1884 (téměř kompletní lebka) a od té doby bylo nalezeno mnoho dalších exemplářů v různých vývojových stadiích. Je také dobře zmapovaná ontogeneze (vývojová řada) tohoto dinosaura. Bylo zjištěno, že albertosauři dospívali asi v 16 letech a dožívali se věku nejspíš kolem 30 let. Albertosaurus je obecně znám jako evolučně starší a menší příbuzný tyranosaura. Některé objevy nasvědčují možnosti, že tito dinosauři byli vybaveni senzorickým systémem, umožňujícím dokonale vnímat přicházející pachy, což jim napomáhalo ve snaze vypátrat kořist.
Postkraniální fosilní kostra tyranosaurida ze souvrství Horseshoe Canyon, dlouho považovaná za subadultní exemplář rodu Daspletosaurus, patří podle novějšího výzkumu rovněž do druhu Albertosaurus sarcophagus.
Podle vědecké studie, publikované v roce 2009 je možné, že mnozí tyranosauridi trpěli obdobou současné trichomonózy, tedy onemocněním, způsobeným parazitickými prvoky. V současnosti tímto onemocněním trpí měkkozobí a hrabaví ptáci, potažmo dravci, u kterých je způsobeno prvokem bičenkou drůbeží (Trichomonas gallinae). U tyranosaurů, daspletosaurů a albertosaurů bylo toto onemocnění diagnostikováno na základě výrazných lézí (kruhových otvorů) na čelistech.

## Ontogeneze
První potenciální fosilie embryí tyranosauridů (možná právě albertosaurů) byly objeveny v podobě malé čelistní kosti a drápu z nohy v souvrství Two Medicine a v souvrství Horseshoe Canyon na území kanadské Alberty. Jednalo se o velmi malé exempláře o délce asi 0,7 a 1,0 metru, pravděpodobně dosud nevylíhlá nebo jen krátce vylíhnutá mláďata rodů Albertosaurus, Gorgosaurus nebo Daspletosaurus.
Počítačové modelace populačních křivek pro dobře zastoupené taxony ukazují, že albertosauři zažívali větší mortalitu (úmrtnost) pouze v mladém věku (zhruba do 5 let), později už byla míra jejich mortality statisticky víceméně konstatní.

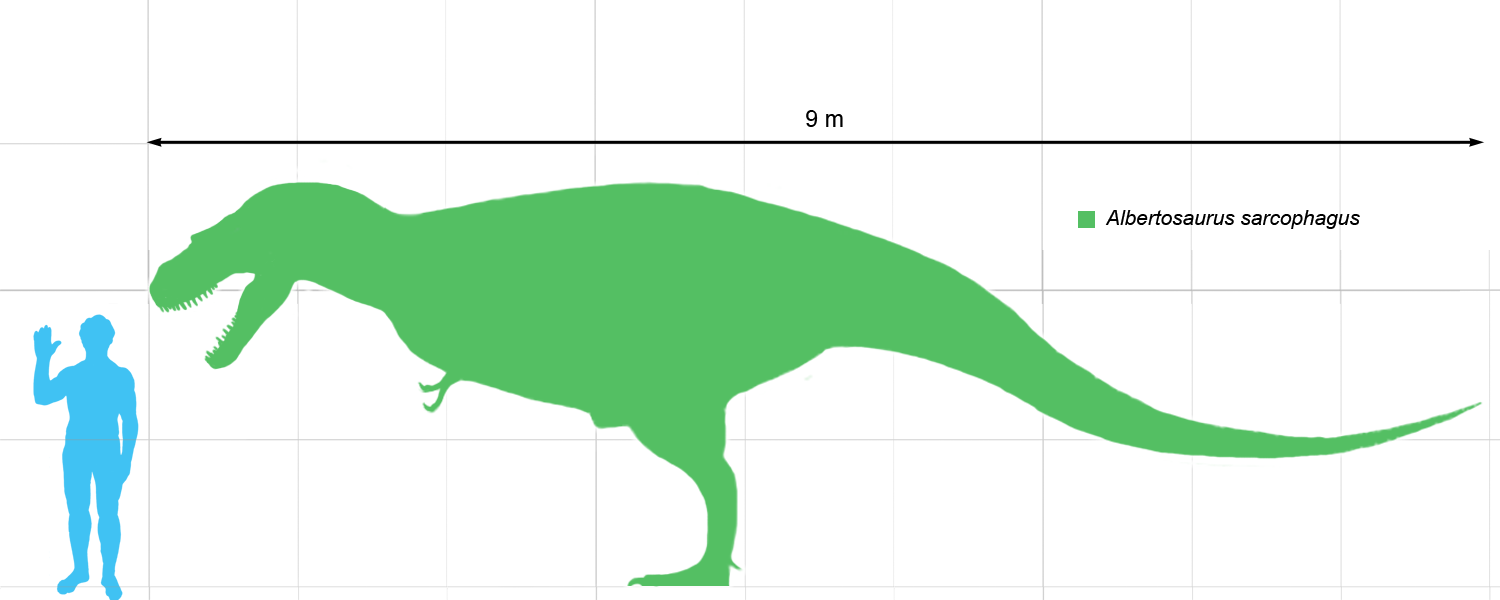
Velikostní srovnání albertosaura a dospělého člověka.

## V populární kultuře
Tento rod dinosaura také představuje jednoho z hlavních dravců v počítačové hře na motivy filmu Jurský park – Trespasser. Dále je znám též z šestého dílu fiktivně-dokumentárního seriálu Prehistorický park, poté se objevil například i v dokumentu Putování dinosaurů. Vzhledem ke svému příbuzenství k extrémně populárnímu druhu Tyrannosaurus rex je i Albertosaurus obecně dobře známým dravým dinosaurem.